# نیروگاه خورشیدی پشت‌بامی
سامانه نیروگاه خورشیدی پشت‌بامی، یا سامانه فتوولتائیک پشت‌بامی، یک سامانه فتوولتائیک (PV) است که پنل‌های خورشیدی تولیدکننده برق خود را بر روی پشت‌بام یک ساختمان یا سازه مسکونی یا تجاری نصب کرده است. اجزای مختلف چنین سامانه‌ای شامل ماژول‌های فتوولتائیک، سامانه‌های نصب، کابل‌ها، سامانه‌های ذخیره‌سازی باتری اینورترهای خورشیدی، شارژ کنترلر، سامانه‌های مانیتورینگ، سامانه‌های قفسه‌بندی و نصب، سامانه‌های مدیریت انرژی، سامانه‌های اندازه‌گیری شبکه، سوئیچ‌های قطع‌کننده، تجهیزات روی زمین، دستگاه‌های محافظ، جعبه‌های ترکیب کننده، محفظه‌های مقاوم ضدآب و سایر لوازم جانبی الکتریکی است.
سامانه‌های نصب شده روی پشت‌بام در مقایسه با نیروگاه‌های فتوولتائیک خورشیدی مقیاس سودمند روی زمین با ظرفیت‌هایی در محدوده مگاوات، کوچک تلقی می‌شوند از این رو نوعی تولید پراکنده می‌باشند. یک مطالعه جامع تجزیه و تحلیل چرخه عمر نشان داد که نیروگاه خورشیدی پشت‌بامی نسبت به نیروگاه خورشیدی مقیاس-سودمند برای محیط زیست بهتر است. اکثر ایستگاه‌های فتوولتائیک پشت‌بامی، سامانه‌های برق فتوولتائیک متصل به شبکه هستند. سامانه‌های فتوولتائیک پشت‌بامی در ساختمان‌های مسکونی معمولاً دارای ظرفیتی در حدود ۵–۲۰ کیلووات (کیلووات) هستند، در حالی که آنهایی که روی ساختمانهای تجاری نصب می‌شوند اغلب ظرفیت آنها به ۱۰۰ کیلووات تا ۱ مگاوات (MW) می‌رسد. سقف‌های بسیار بزرگ می‌توانند سامانه‌های فتوولتائیک در مقیاس صنعتی را در محدوده ۱–۱۰ مگاوات در خود جا دهند.
از سال ۲۰۲۲، حدود ۲۵ میلیون خانوار در سراسر جهان به نیروگاه خورشیدی پشت‌بامی متکی هستند. استرالیا به مراتب بیشترین ظرفیت سرانه نیروگاه خورشیدی پشت‌بامی را دارد.

## نصب

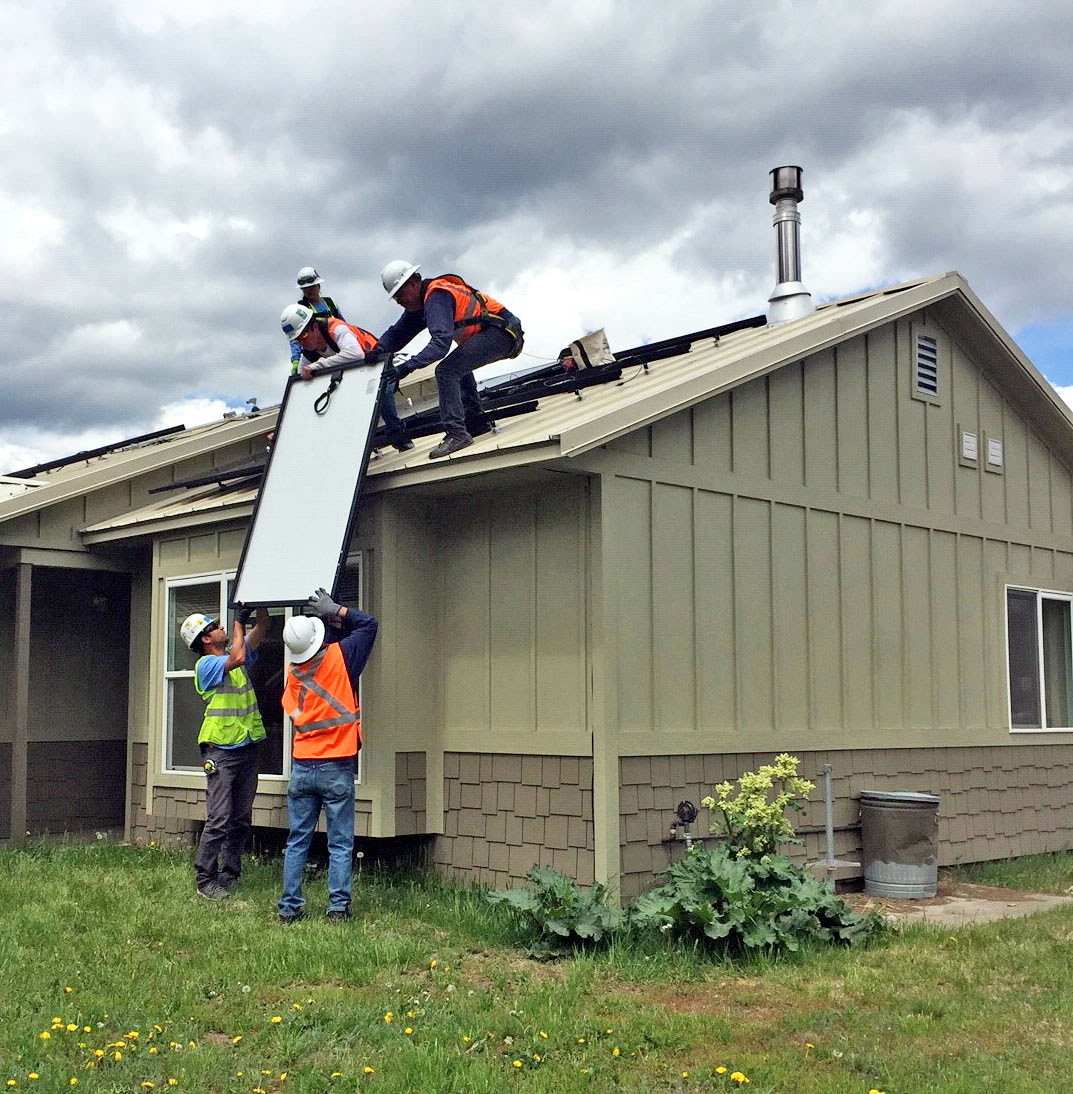
کارگران در حال نصب پنل‌های خورشیدی پشت‌بام یک واحد مسکونی.

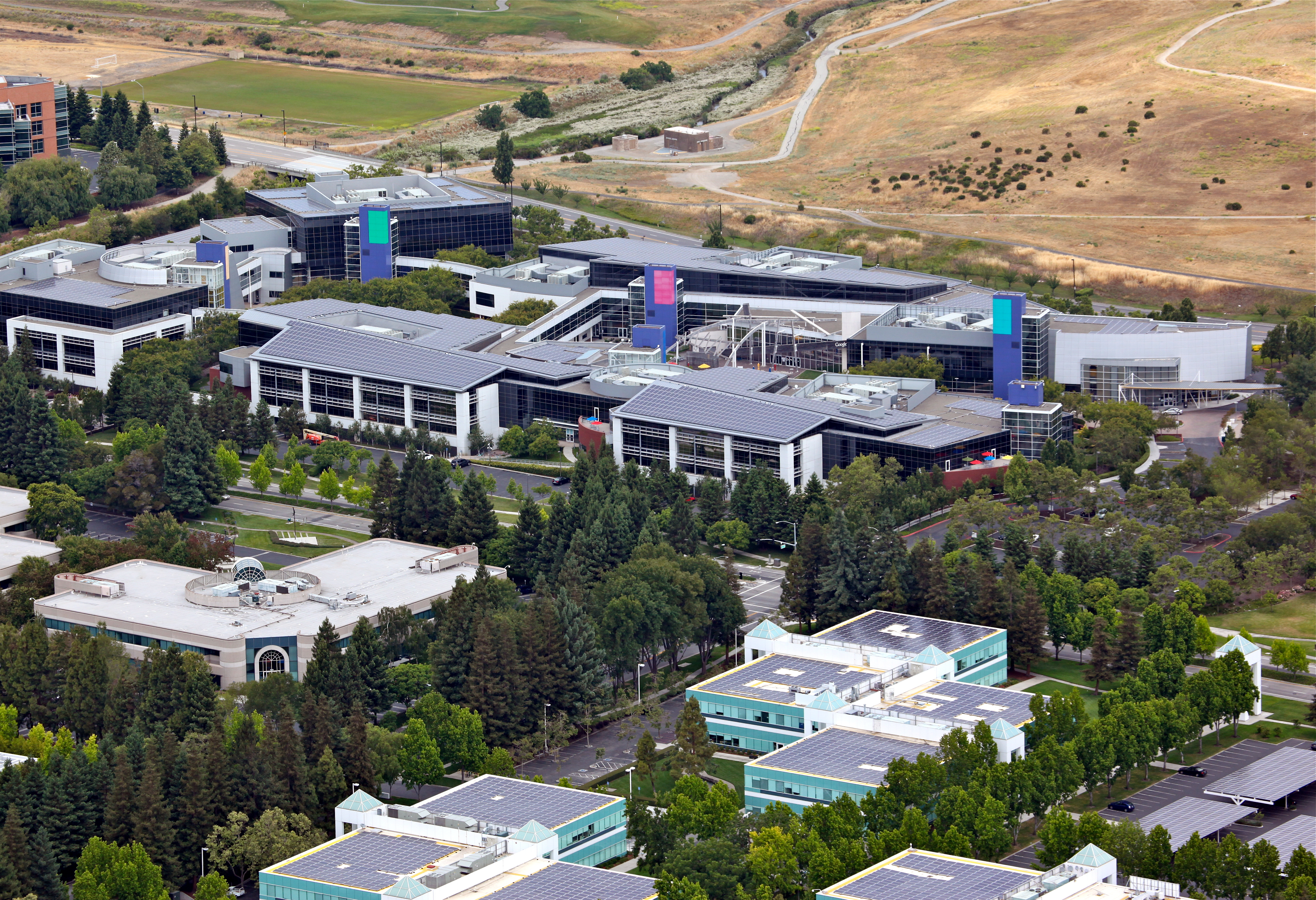
سامانه‌های فتوولتائیک پشت‌بامی در گوگل‌پلکس، کالیفرنیا

محیط شهری مقدار زیادی فضای خالی پشت‌بام در دسترس قرار می‌دهد و به‌طور ذاتی می‌تواند از دلواپسی‌های زیست‌محیطی و ظرفیت بهره‌برداری زمین دوری کند. برآورد تابش دریافتی از خورشید در پشت‌بام روندی چند بعدی است، زیرا مقادیر تابش دریافتی در پست‌بام تحت تأثیر عوامل ذیل است:
- موقعیت زمانی در سال
- عرض جغرافیایی
- شرایط جوی
- شیب سقف
- جهت سقف
- سایه‌اندازی پوشش‌های گیاهی و ساختمان‌های مجاور.[۷]

روش‌های مختلفی برای محاسبه پتانسیل سامانه سقفی فتوولتائیک وجود دارد که روش‌های لیدار و ارتوفتو از آن جمله هستند.
اجزای یک آرایه خورشیدی پشت‌بام
بخش ذیل شامل متداول‌ترین اجزای مورد استفاده در یک آرایه خورشیدی پشت‌بامی است. هر چند طرح‌ها ممکن است بر اساس نوع سقف (به عنوان مثال فلزی یا توفال)، زاویه سقف و نگرانی ایجاد سایه ممکن است متفاوت باشند. بیشتر آرایه‌ها با توجه به برخی تفاوت‌ها، در اجزای ذیل تشکیل شده‌اند.
1. پنل‌های خورشیدی هنگامی که در معرض تابش نور خورشید قرار می‌گیرند، برقی تولید می‌کنند که عاری از انتشار کربن در محیط‌زیست، جهت تولید آن است. پنل‌های خورشیدی که در ساخت آنها اغلب از سیلیکون استفاده شده است، از سلول‌های خورشیدی کوچکتر ساخته شده‌اند که به‌طور معمول شش سلول در هر پانل وجود دارد. چندین پنل خورشیدی که در کنار هم قرار گرفته‌اند یک آرایه خورشیدی را تشکیل می‌دهند. به‌طور کلی پنل‌های خورشیدی توسط شیشه آبداده محافظت شده و با چارچوب آلومینیمی محفوظ و محکم می‌شوند.[۱۰] بخش جلویی پنل خورشیدی بسیار بادوام است در حالی که بخش پشت آن به‌طور کلی آسیب‌پذیرتر است.
2. گیره‌های نصب به‌طور کلی شامل بست‌های آلومینیمی و پیچ‌های فولادی ضدزنگ هستند که پنل‌های خورشیدی را بر روی سقف و درون ریل‌ها به همدیگر محکم می‌کنند. به خاطر پیکربندی‌های گوناگون ریل و سقف، گیره‌ها اغلب دارای طراحی متفاوتی هستند.[۱۱]
3. جنس قفسه‌ها و ریل‌ها از فلز است و اغلب به صورت موازی روی سقف قرار می‌گیرند تا پنل‌ها روی آن قرار داده شوند. این نکته حائز اهمیت است که نحوه قرارگیری ریل‌ها باید در یک سطح تراز باشد تا پنل‌ها به طور یکنواخت نصب شوند. [۱۲]
4. ریل‌ها و مجموعه آرایه، توسط پایه‌ها بر روی سطح سقف نصب می‌شوند‌. این پایه‌ها اغلب به صورت براکت‌های L شکل هستند که به واسطه فلاشینگ به تیرک‌های سقف پیچ می‌شوند. به علت طیف گسترده پیکربندی و متریال سقف‌ها، پایه‌ها در طرح‌های مختلفی وجود دارند.[۱۱]
5. فلاشینگ‌ها یک ورقه فلزی بادوام هستند که بین پایه‌ها و سطح سقف قرار گرفته و از نفوذ آب جلوگیری می‌کند. برای آب بندی فلاشینگ‌ها بر روی سقف اغلب از مواد درز گیری استفاده می‌کنند.
6. در مورد سیم‌کشی DC/AC اینورترها، سیم‌ها بین پنل‌ها و به یک میکرو اینورتر یا اینورتر رشته‌ای متصل می‌شوند.[۱۲] هیچکدام از کابل‌ها نباید با سطح سقف تماس پیدا کند یا از آرایه‌ها رها و معلق باشد تا از فرسودگی و خرابی کابل‌ها جلوگیری شود‌.
7. میکرواینورترها در پایین پنل نصب می‌شوند و جریان DC پنل‌ها را به جریان AC  تبدیل می‌کند که می‌تواند وارد شبکه برق شود.  هنگامی که سایه ایجاد می‌شود، میکرو اینورترها اجازه بهینه سازی هر پنل را می‌دهد و می‌تواند داده خاص از پنل‌های منفرد را فراهم نماید.[۱۲]

## توفال خورشیدی

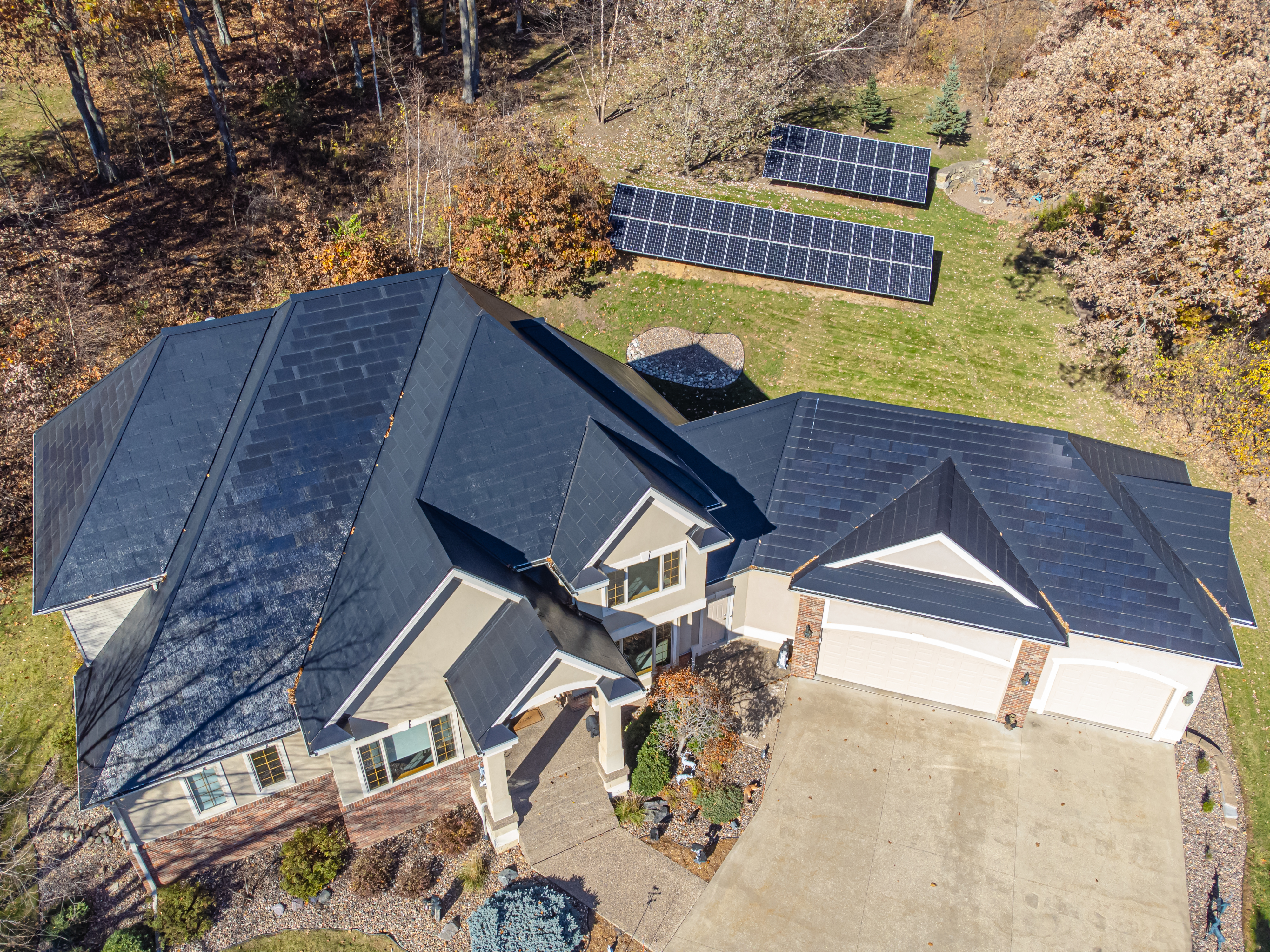
توفال خورشیدی

توفال‌های خورشیدی یا توفال‌های فتوولتائیک، پنل‌های خورشیدی طراحی شده‌ای هستند که شباهت و کارکردی همانند مصالح بام متداول همچون توفال آسفالت یا سنگ لوح دارند در عین حال برق هم تولید می‌کنند. توفال‌های خورشیدی نوعی راه حل انرژی خورشیدی هستند که به عنوان ساختمان یکپارچه فتوولتائیک (BIPV) شناخته می‌شوند.

## سامانه هیبریدی

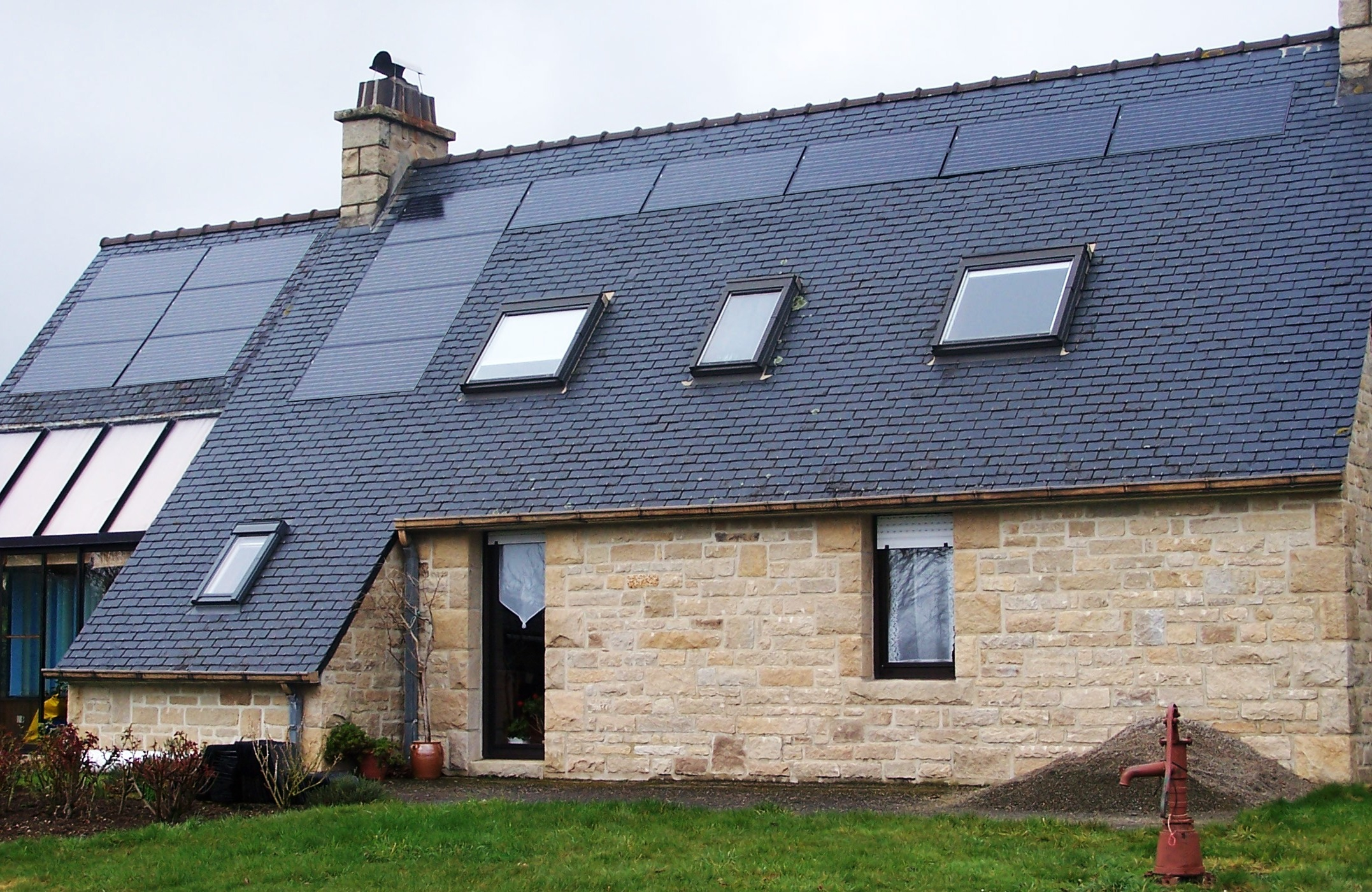
سامانه هیبریدی فتوولتائیک پشت‌بامی.

نیروگاه خورشیدی فتوولتائیک پشت‌بامی (هم در وضعیت متصل به شبکه برق و هم وضعیت خارج از شبکه) را می‌توان همراه با سایر عناصر تولید برق همچون دیزل ژنراتور، توربین بادی، باتری‌ها و سایر موارد استفاده کرد. این سامانه‌های خورشیدی هیبریدی ممکن است قادر به تأمین یک منبع مداوم برق باشند.

## مزایا
افرادی که نیروگاه خورشیدی پشت‌بامی را بر پشت‌بام ملک خود نصب کرده‌اند، حق دارند برق خورشیدی را وارد شبکه عمومی کنند و از این رو به ازای هر کیلووات ساعت برق تولید شده، تعرفه پاداش مناسبی دریافت می‌کنند که منعکس کننده مزایای برق خورشیدی برای جبران هزینه‌های اضافی فعلی برق فتوولتائیک است.
برای مصرف‌کنندگان، یک سامانه فتوولتائیک خورشیدی می‌تواند به آنها کمک کند تا با بهره‌بردن از انرژی رایگان خورشید برای تولید برقی که می‌توانند در خانه خود از آن استفاده کنند، اتکای خود به سوخت فسیلی را کاهش دهند؛ بنابراین فتوولتائیک خورشیدی می‌تواند به صاحبان خانه کمک کند تا تأثیرگذاری کربن خود بر محیط را کاهش دهند و همچنین از طریق قبض‌های خدمات رفاهی همچون قبض برق، در هزینه خود صرفه جویی کنند.